# UFC 148
UFC 148: Silva vs. Sonnen 2（ユーエフシー・ワンフォーティエイト：シウバ・バーサス・ソネン・ツー）は、アメリカ合衆国の総合格闘技団体「UFC」の大会の一つ。2012年7月7日、ネバダ州ラスベガスのMGMグランド・ガーデン・アリーナで開催された。

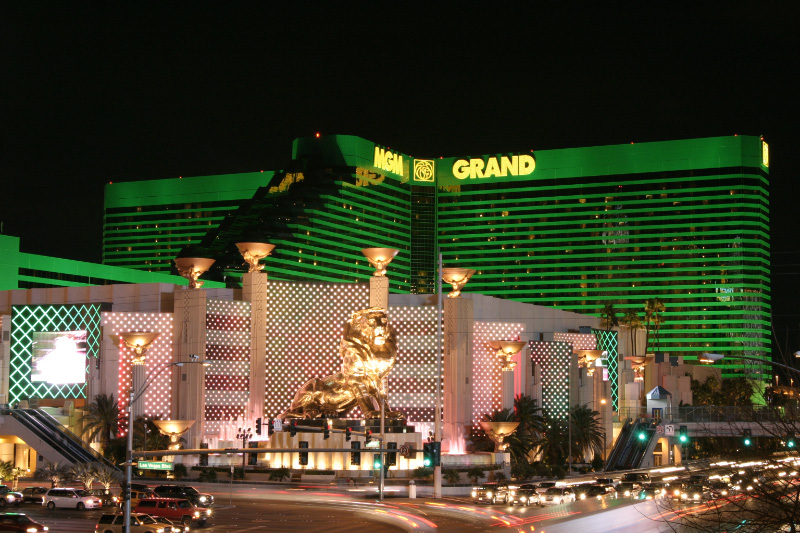
MGMグランド・ガーデン・アリーナ

## 大会概要
メインイベントにUFC 147で開催予定だったアンデウソン・シウバ対チェール・ソネンのUFC世界ミドル級タイトルマッチが組まれた。また、長年UFCで活躍したティト・オーティズの引退試合も行われた。

## 試合結果

### アーリープレリム
第1試合 ライト級ワンマッチ 5分3R
○  ハファエロ・オリヴェイラ vs.  ヨイスランディ・イスクイエルド ×
3R終了 判定3-0（29-28、29-28、29-28）

### プレリミナリーカード
第2試合 ライト級ワンマッチ 5分3R
○  シェーン・ローラー vs.  ジョン・アレッシオ ×
3R終了 判定3-0（29-28、29-28、29-28）
第3試合 ミドル級ワンマッチ 5分3R
○  コンスタンティノス・フィリッポウ vs.  福田力 ×
3R終了 判定3-0（30-27、30-27、30-27）
第4試合 ライト級ワンマッチ 5分3R
○  カビブ・ヌルマゴメドフ vs.  グレイゾン・チバウ ×
3R終了 判定3-0（30-27、30-27、30-27）
第5試合 ライト級ワンマッチ 5分3R
○  メルヴィン・ギラード vs.  ファブリシオ・カモエス ×
3R終了 判定3-0（30-27、30-27、30-27）

### メインカード
第6試合 バンタム級ワンマッチ 5分3R
○  マイク・イーストン vs.  アイヴァン・メンジバー ×
3R終了 判定3-0（30-27、29-28、30-27）
第7試合 フェザー級ワンマッチ 5分3R
○  チャド・メンデス vs.  コーディ・マッケンジー ×
1R 0:31 KO（右ボディブロー）
第8試合 ウェルター級ワンマッチ 5分3R
○  デミアン・マイア vs.  キム・ドンヒョン ×
1R 0:47 TKO（肋骨の負傷）
第9試合 ミドル級ワンマッチ 5分3R
○  カン・リー vs.  パトリック・コーテ ×
3R終了 判定3-0（30-27、30-27、30-27）
第10試合 ライトヘビー級ワンマッチ 5分3R
○  フォレスト・グリフィン vs.  ティト・オーティズ ×
3R終了 判定3-0（29-28、29-28、29-28）
第11試合 UFC世界ミドル級タイトルマッチ 5分5R
○  アンデウソン・シウバ vs.  チェール・ソネン ×
2R 1:55 TKO（パウンド）
※シウバが10度目の防衛に成功。

### 各賞
ファイト・オブ・ザ・ナイト： フォレスト・グリフィン vs. ティト・オーティズ
ノックアウト・オブ・ザ・ナイト： アンデウソン・シウバ
サブミッション・オブ・ザ・ナイト： 該当者なし
各選手にはボーナスとして75,000ドルが支給された。